# Drill (éducation)
Cet article possède un paronyme, voir drille.
 (septembre 2017).
Si vous disposez d'ouvrages ou d'articles de référence ou si vous connaissez des sites web de qualité traitant du thème abordé ici, merci de compléter l'article en donnant les références utiles à sa vérifiabilité et en les liant à la section « Notes et références ».
Le terme drill s'appliquait aux méthodes d'entraînement mécanique de l'armée prussienne de Frédéric II. Des unités telles que la phalange macédonienne ou la légion romaine avaient connu auparavant des méthodes comparables. L'utilisation d’ordres serrés et d’ordres larges, de dispositions variées comme les échelons refusés, et les manœuvres opérées (retrait des unités du premier rang ou de l’infanterie légère à travers des intervalles entre unités en formation plus en arrière, qui bouchent ensuite les trous, conversion des unités de la disposition pour un combat de front à celle pour un combat de tous côtés, etc.), manœuvres complexes, avaient pour origine un drill.
À l'époque contemporaine, c'est le terme utilisé par tous les corps qui ont besoin d'un entraînement composé d'une série d’exercices qui permet, par leur répétition acharnée, de rendre les soldats, pompiers, ou autres corps semblables, aptes à exécuter sans hésitation, rapidement et sans faute, les manœuvres correspondantes dans les situations de stress extrême (incendie, combat sous le feu de l’ennemi ou bataille mal engagée) : emploi d’un masque à gaz, mise en œuvre des embarcations de sauvetage sur un navire en perdition ou emploi du matériel de lutte contre l’incendie.

## Utilisateur
Toutes les unités françaises des armées, en particulier les forces spéciales, font du « drill ».[réf. souhaitée]

## Parfaire ses connaissances

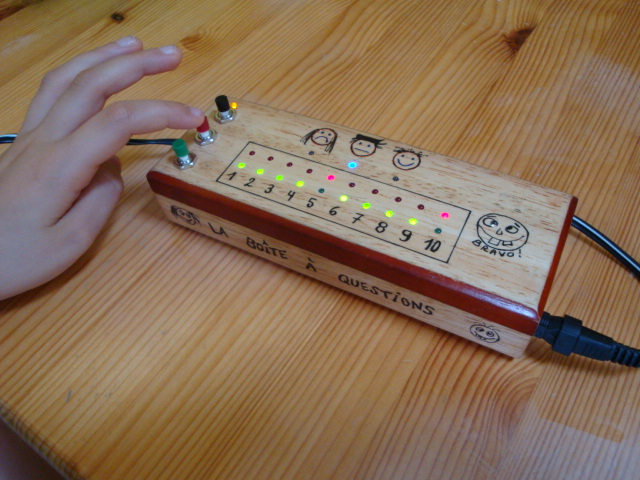
La Boîte à questions

Un exemple de drill à renforcement positif : petit jeu pédagogique (à réaliser soi-même) comportant une carte électronique. Un enfant doit répondre à 10 questions (calcul, épeler un mot, traduire un mot, etc.) ; à chaque bonne réponse, il pousse sur le bouton vert qui allume une diode verte. Quand il se trompe, il pousse sur le bouton rouge pour allumer une diode rouge. À la fin de la série, le smiley correspondant au score s'allume. Tout en s'amusant, un enfant peut, par ce type de drill, automatiser des connaissances, sans se sentir jugé.
Un petit jeu bien utile à la maison, dans une classe d'école primaire lors de séances d'individualisation (remédiation) pour favoriser la motivation ou encore chez les orthophonistes qui peuvent en faire maints usages.